# Ana Talia Betancur
Ana Talia Betancur David (17 de enero de 1986, Medellín) es una luchadora colombiana. Participó en los Juegos Olímpicos de 2012 en la categoría de 72 kg. Betancur logró su clasificación al ser segunda en el Campeonato Panamericano Preolímpico de Lucha de 2012, cayendo en la final con la canadiense Leah Callaham., ha sido campeona nacional en repetidas ocasiones, campeona panamericana en la categoría júnior, subcampeona panamericana mayores, tercer lugar en el open de Polonia, en su carrera deportiva ha sido entrenadora y presidenta de la liga Antioqueña de Lucha.